# Fabien Dubos (basket-ball)
Pour les articles homonymes, voir Fabien Dubos.
Fabien Dubos, né le 10 novembre 1977 à Creil (France), est un joueur français de basket-ball. Il mesure 2,07 m et joue au poste d'ailier fort. 

## Biographie
Dubos devient professionnel dès l'âge de 17 ans, à Lourdes en Pro B, puis intègre l'élite en cours de saison à Montpellier. Il rejoint ensuite Élan Béarnais Pau-Orthez et intègre l'équipe de France. Il participe au championnat d'Europe 1997 à seulement 20 ans. Par la suite il évolue à Cholet Basket, Nancy et Gravelines-Dunkerque. Il effectue plusieurs saisons à l’Élan béarnais et remporte 5 fois le championnat de France avec le club.
Il met un terme à sa carrière professionnelle en 2007 à Limoges en Pro B.
Depuis 2007, Fabien Dubos gère plusieurs restaurants Quick puis Burger King à Carcassonne puis Perpignan. Il continue à pratiquer le basket-ball en amateur au SOC Carcassonne jusqu'en 2013.

## Clubs successifs
- 1992-1994 :  Centre fédéral (Nationale 2)
- 1994-1995 : 
  -  Lourdes BC (Pro B)
  -  Montpellier Paillade Basket (Pro A)
- 1995-1998 :  Élan Béarnais Pau-Orthez (Pro A)
- 1998-2000 :  Cholet Basket (Pro A)
- 2000-2001 :  Élan Béarnais Pau-Orthez (Pro A)
- 2001-2002 :  Stade Lorrain Université Club Nancy Basket (Pro A)
- 2002-2004 :  Élan Béarnais Pau-Orthez (Pro A)
- 2004-2006 :  Basket Club Maritime Gravelines Dunkerque Grand Littoral (Pro A)
- 2006-2007 :  Limoges CSP Elite (Pro B)
- 2008-2009 :  SOC Carcassonne (Pré-national)
- 2009-2010 :  SOC Carcassonne (régionale)
- 2010-2013 :  SOC Carcassonne (Pré-national)

## Équipe nationale
- Ancien international français (37 sélections), il a participé au Championnat d'Europe en 1997 (Espagne).

## Palmarès
- Vainqueur de la Coupe Korać (avec Nancy) : 2002
- Champion de France (avec Pau-Orthez) : 1996, 1998, 2001, 2003 et 2004
- Vainqueur de la Semaine des As : 2003
- Vainqueur de la Coupe de France : 1999, 2003 et 2005
- Sélectionné au All-Star Game LNB : 1996, 2001 et 2002
- Sélectionné au All-Star Espoir : 1999